# Rhaconotus striativertex
Rhaconotus striativertex är en stekelart som beskrevs av Granger 1949. Rhaconotus striativertex ingår i släktet Rhaconotus och familjen bracksteklar. Inga underarter finns listade i Catalogue of Life.